# Marcel Nadjari
Marcel Nadjari (gr. Εμμανουήλ/Μαρσέλ Νατζαρή/Νατζαρής; ur. 1 stycznia 1917 w Salonikach, zm. 31 lipca 1971 w Nowym Jorku) – grecki elektryk i handlarz żydowskiego pochodzenia, więzień KL Auschwitz, członek tamtejszego Sonderkommando.

## Życiorys
Aresztowany w Atenach, został deportowany 2 kwietnia 1944 do Auschwitz, gdzie otrzymał numer obozowy 182669.
Przeżył marsz śmierci do obozu Mauthausen, dokąd dotarł 25 stycznia 1945. Tam doczekał wyzwolenia obozu przez oddziały armii amerykańskiej.
Po wojnie wrócił do Grecji, w 1947. Ożenił się w 1951. Później przeniósł się z rodziną do Nowego Jorku, gdzie zmarł w 1971.

## Zapiski
Marcel Nadjari jest autorem 13-stronicowych zapisków w języku greckim opisujących jego przeżycia oraz wykonywane przezeń prace. Notatki ukrył w termosie i zakopał w pobliżu krematorium nr III. Zostały znalezione przypadkiem przez polskiego studenta Lesława Dyrcza w 1980 roku. Stan kartek okazał się jednak bardzo zły i były one niemal zupełnie nieczytelne.
Odczytaniem notatek zajął się rosyjski naukowiec Paweł Polian i informatyk Aleksandr Nikitajew. Komputerowa obróbka tekstu zajęła im około roku.